# Katsiaryna Zhyvayeva
Katsiaryna Zhyvayeva (14 de febrero de 2000) es una deportista de Bielorrusia que compite en atletismo. Ganó una medalla de plata en el Campeonato Europeo de Atletismo Sub-20 de 2019, en la prueba de 4 × 400 m.